# Troglohyphantes albopictus
Troglohyphantes albopictus là một loài nhện trong họ Linyphiidae.
Loài này thuộc chi Troglohyphantes. Troglohyphantes albopictus được miêu tả năm 1989 bởi Pesarini.